# Poe no Ichizoku
Poe no Ichizoku (jap. ポーの一族, dt. „Die Familie Poe“) ist eine Manga-Serie der japanischen Zeichnerin Moto Hagio aus den Jahren 1972 bis 1976. Sie lässt sich der Gattung Shōjo zuordnen und erzählt in ineinander abgeschlossenen Kapiteln von den beiden Hauptfiguren, den Vampiren Edgar und Allan.

## Handlung
Seit Mitte des 18. Jahrhunderts zieht die Familie Poe, ein Vampir-Klan, in Europa von Ort zu Ort, um ihre Identität vor den Sterblichen zu verbergen. Edgar und Marybell gehören der Familie Poe an, sind jedoch bereits im Alter von dreizehn Jahren zu Vampiren geworden und seitdem nicht gealtert. Ende des 19. Jahrhunderts kommt in einer Stadt ans Licht, dass die Poes Vampire sind; Marybell wird getötet. Edgar kann flüchten und trifft dabei auf einen gleichaltrigen Vampir, Allan. Die beiden sind auch noch 1970 unverändert in Europa unterwegs und treffen in London auf Nachkommen der Poe-Familie.

## Veröffentlichungen
Poe no Ichizoku erschien in Japan von März 1972 bis Juni 1976 in Einzelkapiteln im Manga-Magazin Bessatsu Shōjo Comic. Diese Einzelkapitel wurden vom Shogakukan-Verlag auch in fünf Sammelbänden herausgegeben. Später wurde der Manga mehrmals neu aufgelegt, unter anderem 1988 in einer dreibändigen Ausgabe. Ebenfalls drei Bände umfasst eine Neuauflage von 1998. 2007 erschien eine Ausgabe in zwei Bänden im Format Wideban sowie erneut 2019.
Lange Zeit hatte Hagio wiederholte Anfragen nach einer Fortsetzung abgelehnt. Als sie im zunehmenden Alter Sorge hatte, bald keine Mangas mehr schreiben zu können, wurde sie von einem Freund, dem Science-Fiction-Autor Baku Yumemakura, überzeugt, Poe no Ichizoku doch fortzusetzen. So entstand die Kurzgeschichte Poe no Ichizoku: Haru no Yume (春の夢). Sie erschien 2016 anlässlich des 40sten Jubiläums des Serienendes im Magazin Flowers, dessen Ausgabe schnell ausverkauft war. Es folgte daher ein weiteres Kapitel im gleichen Magazin im Mai 2017 und im Juli 2017 ein Sammelband mit beiden Geschichten. Dem folgten mehrere weitere Fortsetzungen:
- Poe no Ichizoku: Unicorn (Mai 2018 bis Juni 2019)[4][5]
- Poe no Ichizoku: Himitsu no Hanazono (ポーの一族 秘密 の 花園, Mai 2019 bis November 2021)[6]
- Poe no Ichizoku: Getsuyōbi wa Kirai (ポーの一族 月曜日はキライ, Juli 2020)[7]
- Poe no Ichizoku: Ao no Pandora (ポーの一族 青のパンドラ, seit Mai 2022)[8]

Eine englische Ausgabe der Serie erschien bei Fantagraphics Books, eine spanische bei Ediciones Tomodomo, eine italienische bei Ronin Manga und eine polnische bei Japonica Polonica Fantastica. Bei Sharp Point Press und später bei Apex Press erschien die Serie in Taiwan auf Chinesisch.

## Adaptionen
NHK-FM produzierte 1980 eine sechsteilige Umsetzung als Hörspiel. 2007 folgte eine zweite Hörspielumsetzung im Auftrag von Shogakukan mit ebenfalls sechs Teilen. 2013 erschien beim Label E-Star ein weiteres Hörspiel auf CD.
Am 27. März 2016 wurde ein Fernsehfilm bei TV Asahi gezeigt. Dieser sollte die erste Folge einer Serie sein. Die Realverfilmung entstand als Koproduktion von TV Asahi und Production I.G. Das Drehbuch schrieb Katsuhide Suzuki und Regie führte Katsuyuki Motohiro. Die Hauptrolle als in einen Vampir verwandelten Arzt der Taisho-Zeit spielte Shingo Katori.
Von Januar bis Februar 2018 wurde von der Takarazuka Revue eine Umsetzung als Musical aufgeführt. Bei dem Stück mit dem Titel Musical Gothic: The Poe Clan führte Shūichirō Koike Regie, der auch das Skript schrieb. 2021 wurde eine Neuauflage des Stücks gezeigt, nun mit einer gemischten Besetzung.

## Rezeption
Über die Jahre entwickelte sich die Serie in Japan zu einem Verkaufserfolg. Bis 2016 wurden über 3,5 Millionen Exemplare aller Bände verkauft. Anerkennung erhielt Moto Hagio bereits im Jahr des Serienabschlusses mit der Auszeichnung durch den 21. Shōgakukan-Manga-Preis.
Die „gespenstische Geschichte“, so Paul Gravett, betrachte menschliche Sterblichkeit durch das Band, das zwischen den beiden über zwei Jahrhunderte lebenden 14-Jährigen besteht. James Welker ordnet die Serie als Bishōnen-Serie ein, eine Bezeichnung für junge Mädchen bestimmte Werke dieser Zeit, in denen hübsche Jungen die Protagonisten waren. Poe no Ichizoku hat aber, anders als die zur gleichen Zeit entstandenen Shōnen-ai-Geschichten, noch keine romantische Beziehung zwischen den beiden Jungen erzählt. – andere Autoren zählen Poe no Ichizoku dennoch bereits in dieses Genre und verstehen die Beziehung der beiden Vampire in dieser Weise. Die Serie habe durch ihre tragische Geschichte auch zur Weiterentwicklung der Shōjo-Manga generell hin zu komplexerer Charakterentwicklung beigetragen. Darüber hinaus zählt der Manga zu den wichtigsten Werken von Hagio Moto.